# 3115 Baily
För andra betydelser, se Baily.
3115 Baily eller 1981 PL är en asteroid i huvudbältet som upptäcktes den 3 augusti 1981 av den amerikanske astronomen Edward L.G. Bowell vid Anderson Mesa Station. Den är uppkallad efter den brittiske astronomen Francis Baily.
Asteroiden har en diameter på ungefär 17 kilometer.